# عطار (الجميمة)

تعديل مصدري - تعديل

عطار هي إحدى قرى عزلة وادى غامس بمديرية الجميمة التابعة لمحافظة حجة، بلغ تعداد سكانها 121 نسمة حسب تعداد اليمن لعام 2004.